# Marussia F1
Marussia F1 Team osnovan kao Virgin Racing 2010. pa dijelom preuzet od ruskog proizvođača brzih automobila Marussija 2011., te nazvan Marussia F1 Team bio je konstruktor i momčad u natjecanju utrka Formule 1 koja je svoju prvu utrku imala na otvorenju sezone 2010.
Usprkos velikoj financijskoj krizi koja je obuhvatila naelitinije natjecanje, Formulu 1, momčad je zatvorila svoja vrata još za vrijeme trajanja sezone 2014. samo mjesec dana kasnije od stravične nesreće njihovog vozača Julesa Bianchija na Velikoj nagrada Japana.

## Rezultati
| Godina | Puni naziv momčadi | Šasija | Motor                  | Gume | Vozači                    | Kostruktorski poredak   |
| ------ | ------------------ | ------ | ---------------------- | ---- | ------------------------- | ----------------------- |
| 2014.  | Marussia F1 Team   | MR03   | Ferrari 059/3 1.6 V6t  | P    | Jules Bianchi Max Chilton | 9. mjesto (2 boda)      |
| 2013.  | Marussia F1 Team   | MR02   | Cosworth CA2012 2.4 V8 | P    | Jules Bianchi Max Chilton | 10. mjesto (bez bodova) |
| 2012.  | Marussia F1 Team   | MR01   | Cosworth CA2012 2.4 V8 | P    | Timo Glock Charles Pic    | 11. mjesto (bez bodova) |

## Vanjske poveznice
- marussiaf1team.com
- statsf1.com